# Bad Robot Productions
Bad Robot Productions, también conocida simplemente como Bad Robot, es una productora independiente de cine y televisión propiedad de J. J. Abrams. Conocida por la producción de películas, también ha producido varias series de televisión y su reconocida mascota (el robot rojo) es protagonista de sus presentaciones.

## Historia
Bad Robot fue originalmente parte de Touchstone Television, pero Abrams la vinculó a Paramount Pictures y Warner Bros., después de la finalización del  contrato con ABC en 2006.
El logotipo de producción ha aparecido desde 2001, presentando un robot dirigido rectangular de color rojo que atraviesa un campo de hierba apareciendo ante la cámara, seguido de voces proporcionadas por dos de los hijos de Abrams, Henry y Gracie Abrams, diciendo "Bad robot!" a pesar de que algunos fanes creen que el nombre proviene de una línea en la película de animación el gigante de hierro , Abrams dijo a Entertainment Weekly que simplemente se le ocurrió durante una reunión de escritores. Bad Robot produjo Perdidos en asociación con ABC Studios, anteriormente Touchstone Television.
Las dos compañías producen conjuntamente "Seis grados" y "What About Brian". Abrams es presidente / CEO de la compañía. 

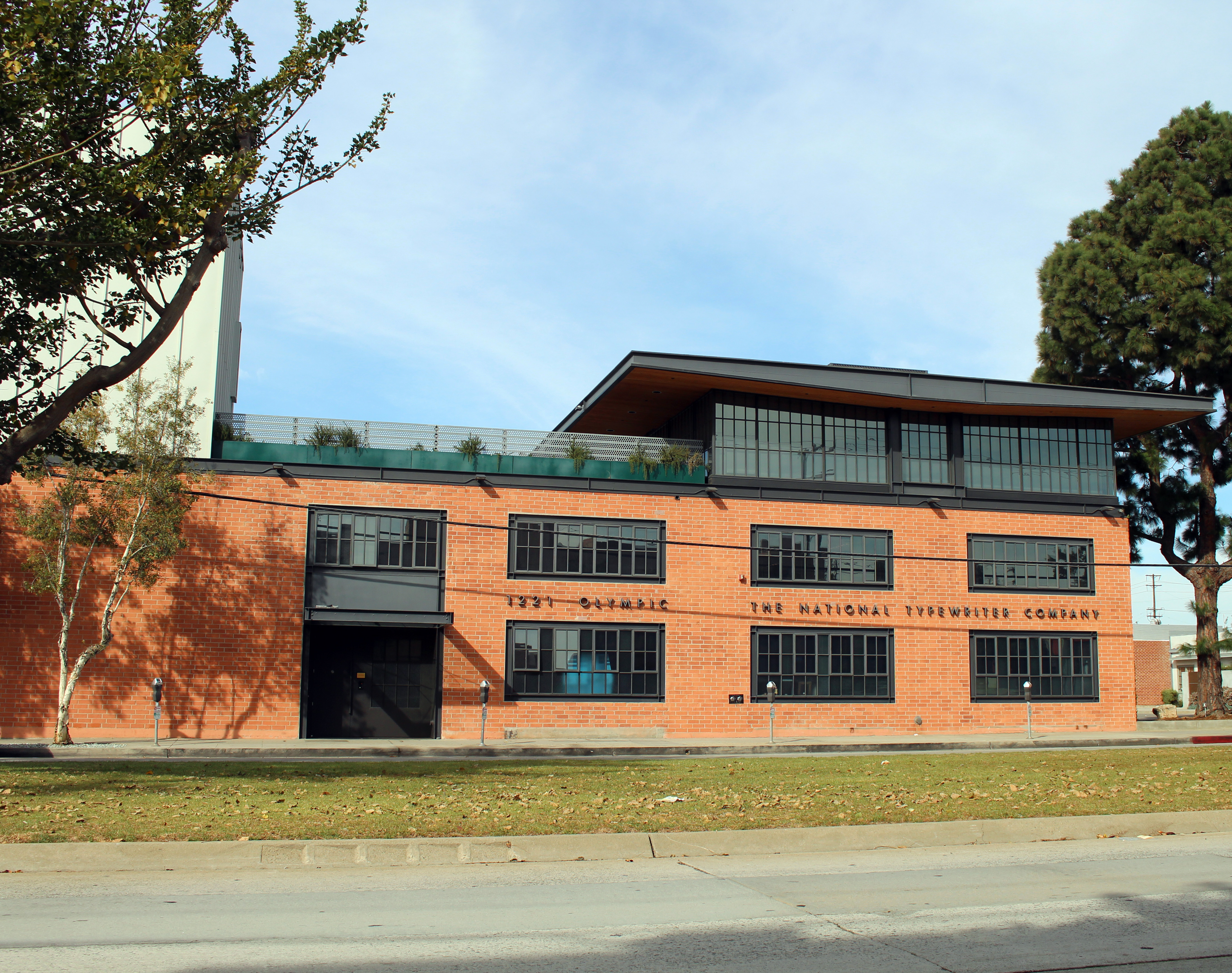
oficinas de Bad Robot Productions

En abril de 2015, Bad Robot Tommy Harper anunció que se convertiría en director de operaciones, la supervisión de las operaciones diarias. Harper, que también sirve como productor ejecutivo de Star Wars: Episodio VII - El despertar de la Fuerza , ha trabajado con Abrams en numerosos proyectos cinematográficos anteriores.
En mayo de 2015, Ben Stephenson dejó la BBC donde había sido jefe de teatro para dirigir Bad Robot Televisión. Lindsey Weber dirige la división de largometrajes de Bad Robot. Bryan Burk es el vicepresidente ejecutivo de la compañía.
En febrero de 2013, en las conferencias de D.I.C.E., J.J. Abrams y Gabe Newell anunciaron que Bad Robot se asociaría con Valve Corporation para producir posiblemente una adaptación a la gran pantalla de Half-Life o Portal en un futuro lejano. Bad Robot lanza un tráiler titulado "Stranger" (también conocida como "S") y se rumorea que es 'próxima película o proyecto de televisión, tal vez incluso spin-off de "Perdidos"("Lost"), pero finalmente se ha explicado en la promoción de "S", es la nueva novela de Abrams y Doug Dorst.
A partir de agosto de 2015, Bad Robot Productions trabajará en Team Fortress 2 , en concreto el nuevo modo de juego "pasar el tiempo" para la Beta de TF2.
Bad Robot Productions se establece actualmente en Santa Mónica, California , en un edificio que está marcado de forma incorrecta a propósito como el hogar de la ficticia National Typewriter Company porque Abrams "le gustan las máquinas de escribir".

## Producciones

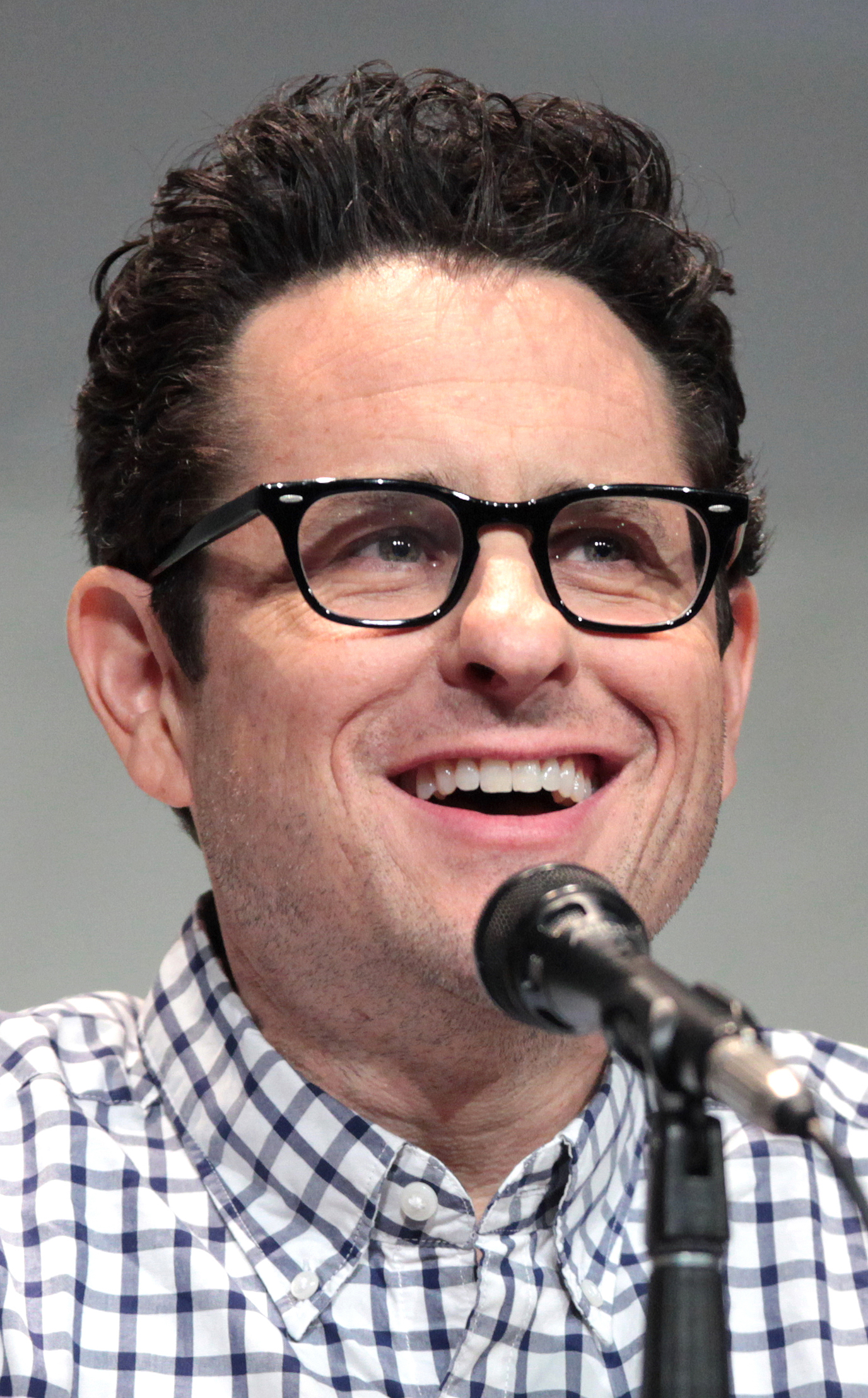
J. J. Abrams fundador de Bad Robot Productions

| Año     | Series                                   | Notas |
| ------- | ---------------------------------------- | ----- |
| 2001–06 | Alias                                    |       |
| 2004–10 | Lost                                     |       |
| 2006–07 | What About Brian                         |       |
| 2006–07 | Six Degrees                              |       |
| 2008–13 | Fringe                                   |       |
| 2010    | Undercovers                              |       |
| 2011–16 | Person of Interest                       |       |
| 2012    | Alcatraz                                 |       |
| 2012–14 | Revolution                               |       |
| 2013–14 | Almost Human                             |       |
| 2014    | Believe                                  |       |
| 2016    | 11.22.63                                 |       |
| 2016    | Roadies                                  |       |
| 2016    | Westworld                                |       |
| 2020    | Little Voice                             |       |
| 2021    | La historia de Lisey                     |       |
| 2024    | Presunto Inocente Batman: Caped Crusader |       |

### Cine
| Año  | Película                                            | Director                       | Notas | presupuesto   | recaudación       |
| ---- | --------------------------------------------------- | ------------------------------ | --- | ------------- | ----------------- |
| 2001 | Joy Ride                                            | John Dahl                      | Coproducción con 20th Century Studios y Regency Enterprises                                                   | $23 millones  | $36.6 millones    |
| 2008 | Cloverfield                                         | Matt Reeves                    | Coproducción con Paramount Pictures                                                                           | $25 millones  | $170.7 millones   |
| 2009 | Star Trek                                           | J. J. Abrams                   | Coproducción con Paramount Pictures y Spyglass Entertainment                                                  | $150 millones | $395 millones     |
| 2010 | Morning Glory                                       | Roger Michell                  | Coproducción con Paramount Pictures                                                                           | $40 millones  | $60 millones      |
| 2011 | Super 8                                             | J. J. Abrams                   | Coproducción con Paramount Pictures y Amblin Entertainment                                                    | $50 millones  | $260 millones     |
| 2011 | Misión imposible: Protocolo fantasma                | Brad Bird                      | Paramount Pictures, TC Productions                                                                            | $145 millones | $694 millones     |
| 2013 | Star Trek: en la oscuridad                          | J. J. Abrams                   | Coproducción con Paramount Pictures y Skydance Productions                                                    | $185 millones | $467 millones     |
| 2015 | Infinitely Polar Bear                               | Maya Forbes                    | Coproducción con Sony Pictures Classics, Paper Street Films y Park Pictures                                   | $6.7 millones | $123,901 millones |
| 2015 | Misión imposible: Nación secreta                    | Christopher McQuarrie          | Coproducción con Paramount Pictures, Skydance Productions, China Movie Channel, Alibaba Pictures y Tom Cruise | $150 millones | $679.8 millones   |
| 2015 | Star Wars: Episodio VII - El despertar de la Fuerza | J. J. Abrams                   | Coproducción con Lucasfilm.                                                                                   | $200 millones | $2.064 millones   |
| 2016 | 10 Cloverfield Lane                                 | Dan Trachtenberg               | Coproducción con Paramount Pictures (Post-production)                                                         | $15 millones  | $68 millones      |
| 2016 | Star Trek Beyond                                    | Justin Lin                     | Coproducción con Paramount Pictures, Skydance Productions, y Paper Products (Post-production)                 | $150 millones |                   |
| 2018 | Mission: Impossible - Fallout                       | Christopher McQuarrie          | Coproducción con Skydance Productions y Alibaba Pictures                                                      | $178 millones | $791 millones     |
| 2018 | The Cloverfield Paradox                             | Julius Onah                    | Coproducción con Paramount Pictures                                                                           |               |                   |
| 2019 | Star Wars: Episodio IX - El ascenso de Skywalker    | J. J. Abrams                   | |               |                   |
| 2022 | El niño, el topo, el zorro y el caballo             | Peter Baynton, Charlie Mackesy | Coproducción con NoneMore Productions                                                                         |               |                   |

## Premios
Globos de oro
| Año  | Categoría                 | Trabajo Nominado     | Resultado |
| ---- | ------------------------- | -------------------- | --------- |
| 2006 | Mejor serie de Tv - Drama | Lost - Desaparecidos | Ganador   |
| 2007 | Mejor serie de Tv - Drama | Lost - Desaparecidos | Nominado  |

Premios Emmy
| Año  | Categoría                             | Trabajo Nominado | Restados |
| ---- | ------------------------------------- | ---------------- | -------- |
| 2005 | Sobresaliente Serie de Drama          | Lost             | Ganador  |
| 2005 | Mejor dirección de una Serie de Drama | Lost             | Ganador  |
| 2005 | Mejor Guion de una serie dramática    | Lost             | Nominado |
| 2002 | Mejor Guion de una serie dramática    | Alias            | Nominado |

Premios BAFTA
| Año  | Categoría                                 | Trabajo Nominado                        | Resultado |
| ---- | ----------------------------------------- | --------------------------------------- | --------- |
| 2023 | Mejor Cortometraje Británico de Animación | El niño, el topo, el zorro y el caballo | Ganador   |

Premios Óscar
| Año  | Categoría                       | Trabajo Nominado                        | Resultado |
| ---- | ------------------------------- | --------------------------------------- | --------- |
| 2023 | Mejor Cortometraje de Animación | El niño, el topo, el zorro y el caballo | Ganador   |